# Miklós Páncsics
Miklós Páncsics (4. února 1944 Gara – 7. srpna 2007 Budapešť) byl maďarský fotbalový reprezentant, který získal na 19. letních olympijských hrách 1968 v Mexiku zlatou a na 20. letních olympijských hrách 1972 v Mnichově stříbrnou medaili.

## Životopis
Miklós Páncsics se narodil v jihomaďarské obci Gara 4. února 1944. V šedesátých letech nahradil v maďarské reprezentaci Kálmana Meszölyho, hrál uprostřed obrany, kde byli jeho nejčastějšími partnery Csaba Vidáts a László Bálint. V roce 1972 byl členem družstva Maďarska, které obsadilo 4. místo na Mistrovství Evropy v kopané.
Miklós Páncsics byl znám jako velmi rychlonohý obránce. Svému klubu Ferencváros Budapešť pomohl v letech 1964, 1967 a 1968 k zisku tří maďarských ligových titulů a v roce 1972 k zisku maďarského fotbalového poháru. Za reprezentaci Maďarska sehrál celkem 37 zápasů. Ve Ferencvárosu hrál ve 323 ligových zápasech a do klubu se vrátil i po skončení aktivní kariéry – v 90. letech byl členem jeho vedení. V letech 1974–1976 hrál za Honvéd Budapešť.
Páncsics zemřel 7. srpna 2007 v Budapešti, příčina smrti nebyla zveřejněna.